# Montañas Titiwangsa
Las montañas Titiwangsa (en malayo; Banjaran Titiwangsa) son la principal cadena montañosa que forma la columna vertebral de la península de Malaca.
Las montañas Titiwangsa forma parte de las zonas de sutura que se extiende de norte a sur, comenzando en Tailandia y se extiende al sur hacia la península de Malasia. La mitad occidental de las Montañas Titiwangsa en la península de Malasia, es una fusión de terrenos continentales que se conoce como cimmeriao Indochina, mientras que la mitad oriental es una fusión de terrenos continentales que se conoce como Sinoburmalaya o Sibumasu. Estas dos mitades de terrenos fueron separadas por el océano Paleo-Tetis.
Los terrenos de Sibumasu por el contrario, solo empezaron a separarse de Gondwana durante el Pérmico Temprano hacia Indochina. La colisión de terrenos durante el Triásico Tardío resultó en el cierre del océano Paleo-Tetis y la formación de lo que se conoce le como montañas Titiwangsa.
Estas montaña es una parte del sistema de las Montes Tenasserim. Forma la sección sur de la cordillera central que se extiende desde el Tíbet a través del istmo de Kra en la península malaya.
Las montañas Titiwangsa comienza en el norte como una continuación de las Montañas Phuket, en el sur de Tailandia, corriendo aproximadamente al sureste y termina en el sur, cerca de Jelebu, Negeri Sembilan, Malasia. La elevación más alta es de 2183 m s. n. m. (en el monte Korbu) y su longitud es de alrededor de 480 km
Las montañas actúan como una barrera natural, dividiendo la península de Malasia entre oriente y regiones de la costa oeste. Se llama "Banjaran Titiwangsa" ó "Banjaran Besar" (montaña principal) por los locales.